# Lotta greco-romana ai Giochi della V Olimpiade - Pesi medio-massimi
La competizione della categoria pesi medio-massimi (fino a 87 Kg) di lotta greco-romana dei Giochi della V Olimpiade si tenne dal 7 al 15 luglio 1912 allo Stadio Olimpico di Stoccolma.

## Formato
Torneo con eliminazione alla seconda sconfitta. I tre o lottatori rimasti disputavano un torneo finale.

## Risultati
| Legenda                               | Legenda |
| ------------------------------------- | ------- |
| Lottatore senza sconfitte             |         |
| Lottatore con una sconfitta           |         |
| Lottatore con due sconfitte Eliminato |         |

### Primo Turno
| Atleta             |       | Atleta            | Ris.       |
| ------------------ | ----- | ----------------- | ---------- |
| Ivar Böling        | batte | Édouard Martin    | Per ritiro |
| August Rajala      | batte | Karl Groß         | Ai punti   |
| Peter Oehler       | batte | Otto Nagel        | Schienato  |
| Oreste Arpè        | batte | Oskar Kumpu       | Schienato  |
| Sigurjón Pétursson | batte | Lennart Lind      | Schienato  |
| Jussi Salila       | batte | Ragnar Fogelmark  | Schienato  |
| Oskar Wiklund      | batte | Johannes Eriksen  | Schienato  |
| Béla Varga         | batte | Karl Ekman        | Schienato  |
| Knut Lindberg      | batte | Fritz Lange       | Schienato  |
| Renato Gardini     | batte | Johann Trestler   | Schienato  |
| Karl Lind          | batte | Ansgar Løvold     | Schienato  |
| August Pikker      | batte | Karl Barl         | Schienato  |
| Johan Andersson    | batte | František Kopřiva | Schienato  |
| Harald Christensen | batte | Ernst Nilsson     | Schienato  |
| Anders Ahlgren     | Bye   | Bye               | Bye        |

### Secondo Turno
| Atleta             |       | Atleta             | Ris.      |
| ------------------ | ----- | ------------------ | --------- |
| Anders Ahlgren     | batte | Édouard Martin     | Schienato |
| Ivar Böling        | batte | Karl Groß          | Schienato |
| August Rajala      | batte | Otto Nagel         | Ai punti  |
| Peter Oehler       | batte | Oskar Kumpu        | Schienato |
| Oreste Arpè        | batte | Lennart Lind       | Schienato |
| Sigurjón Pétursson | batte | Jussi Salila       | Schienato |
| Johannes Eriksen   | batte | Ragnar Fogelmark   | Schienato |
| Oskar Wiklund      | batte | Béla Varga         | Schienato |
| Knut Lindberg      | batte | Karl Ekman         | Schienato |
| Fritz Lange        | batte | Johann Trestler    | Schienato |
| Renato Gardini     | batte | Karl Lind          | Schienato |
| Karl Barl          | batte | Ansgar Løvold      | Schienato |
| Johan Andersson    | e     | August Pikker      | 2SQ       |
| Ernst Nilsson      | batte | František Kopřiva  | Schienato |
| Anders Ahlgren     | batte | Harald Christensen | Schienato |

### Terzo Turno
| Atleta             |          | Atleta             | Ris.      |
| ------------------ | -------- | ------------------ | --------- |
| Ivar Böling        | batte    | Peter Oehler       | Schienato |
| August Rajala      | batte    | Oreste Arpè        | Schienato |
| Johannes Eriksen   | batte    | Jussi Salila       | Schienato |
| Oskar Wiklund      | batte    | Sigurjón Pétursson | Ai punti  |
| Béla Varga         | batte    | Knut Lindberg      | Schienato |
| Fritz Lange        | batte    | Johan Andersson    | Schienato |
| Ernst Nilsson      | batte    | Renato Gardini     | Schienato |
| Anders Ahlgren     | batte    | Karl Lind          | Schienato |
| Harald Christensen | batte    | Karl Barl          | Schienato |
| August Pikker      | Ritirato | Ritirato           | Ritirato  |

### Quarto Turno
| Atleta             |       | Atleta          | Ris.      |
| ------------------ | ----- | --------------- | --------- |
| Ivar Böling        | batte | Oreste Arpè     | Schienato |
| Sigurjón Pétursson | batte | August Rajala   | Schienato |
| Johannes Eriksen   | batte | Peter Oehler    | Schienato |
| Fritz Lange        | batte | Oskar Wiklund   | Schienato |
| Béla Varga         | batte | Johan Andersson | Schienato |
| Knut Lindberg      | batte | Ernst Nilsson   | Ai punti  |
| Anders Ahlgren     | batte | Renato Gardini  | Schienato |
| Harald Christensen | Bye   | Bye             | Bye       |

### Quinto Turno
| Atleta         |       | Atleta             | Ris.      |
| -------------- | ----- | ------------------ | --------- |
| Ivar Böling    | batte | Harald Christensen | Ai punti  |
| August Rajala  | batte | Johannes Eriksen   | Schienato |
| Béla Varga     | batte | Sigurjón Pétursson | Schienato |
| Anders Ahlgren | batte | Knut Lindberg      | Schienato |
| Fritz Lange    | Bye   | Bye                | Bye       |

### Sesto Turno
| Atleta         |       | Atleta        | Ris.     |
| -------------- | ----- | ------------- | -------- |
| Ivar Böling    | batte | Fritz Lange   | Ai punti |
| Béla Varga     | batte | August Rajala | Ai punti |
| Anders Ahlgren | Bye   | Bye           | Bye      |

### Torneo finale
| Atleta         |       | Atleta      | Ris.      |
| -------------- | ----- | ----------- | --------- |
| Anders Ahlgren | batte | Béla Varga  | Schienato |
| Ivar Böling    | batte | Béla Varga  | Schienato |
| Anders Ahlgren | e     | Ivar Böling | 2SQ       |

I due finalisti Ahlgren e Böling, durante l'incontro decisivo vengono squalificati entrambi per passività. La medaglia d'oro non viene assegnata.

## Classifica finale
| Pos.    | Atleta         | Nazione   |
| ------- | -------------- | --------- |
| Argento | Anders Ahlgren | Svezia    |
| Argento | Ivar Böling    | Finlandia |
| Bronzo  | Béla Varga     | Ungheria  |